# Józef Sermak
Józef Sermak (ur. ?, zm. 1 września 1874 we Lwowie) – prawnik, adwokat, konserwator zabytków, wiceprezes Izby Adwokackiej i prezes Towarzystwa Prawniczego we Lwowie, radny miasta Lwowa.

## Życiorys
Aktywny w okresie Wiosny Ludów we Lwowie. W 1848 był członkiem Gwardii Narodowej, służył w drugiej kompanii III legionu. Podczas walk we Lwowie 1–2 listopada 1848 został rozbrojony i pobity przez żołnierzy austriackich. Ukończył studia na wydziale prawa uniwersytetu we Lwowie, z tytułem dr praw (1854). W latach 1855–1865 prowadził kancelarię adwokacką w Przemyślu. W tym czasie był referentem Instytutu Ubogich (1860–1861, 1864–1865) i asesorem Instytutu Pożyczkowego dla Rzemieślników (1862, 1864–1865). Działał na rzecz restauracji dawnego zamku książąt ruskich (1865).
W 1866 przeniósł się do Lwowa, gdzie został zastępcą c. k. konserwatora budowli i pomników krajowych dla Galicji Wschodniej i korespondentem Centralnej Komisji Archeologicznej w Wiedniu. Działał na rzecz ochrony zabytków lwowskich, w szczególności dzięki m.in. jego aktywności odnowiono ikonostas w cerkwi św. Praksedy, herby Jabłonowskich i Sobieskich, spiżowy posąg św. Michała w Arsenale, herb Sobieskich na murze klasztoru Karmelitów oraz pięć alabastrowych rzeźb w kościele Dominikanów p.w. Bożego Ciała, a także boczną kaplicę i nagrobki arcybiskupów lwowskich w katedrze lwowskiej. Sfinansował również wydanie broszury Antoniego Schneidra i Wilhelma Leopolskiego Pomniki w katakumbach pod kościołem Bożego Ciała OO. dominikanów we Lwowie (Lwów 1867). W latach 1866–1874 prowadził kancelarię adwokacką we Lwowie. Był także wiceprezesem Izby Adwokackiej (1871–1874) oraz prezesem Towarzystwa Prawniczego (1873–1874) we Lwowie. Właściciel kamienicy przy ul. Halickiej 46 we Lwowie. 
Aktywny politycznie, w latach 1871–1872 prezes demokratycznego Klubu Postępowego Polskiego. Był także radnym miasta Lwowa (1871–1874), a w latach 1871–1873 wchodził w skład wydziału Rady. Jako radny był członkiem sekcji III, zajmującej się budownictwem i robotami publicznymi, oraz zastępcą delegata Rady Miejskiej do rady fundacji hr. Stanisława Skarbka. Od 1871 członek oddziału lwowskiego Galicyjskiego Towarzystwa Gospodarskiego, Członek Komitetu GTG (30 czerwca 1871 – 24 czerwca 1874). Członek Wydziału Centralnego Towarzystwa Oficjalistów Prywatnych (1871). Członek Wydziału Galicyjskiej Kasy Oszczędności (1869–1874). Był także zastępcą dyrektora Towarzystwa Przyjaciół Sztuk Pięknych we Lwowie (1870–1874), asesorem Galicyjskiego Zakładu Ociemniałych, a od 1872 syndykiem Fundacji pożyczkowej dla przemysłowców i rękodzielników im. Franciszka Józefa I. Członek Towarzystwa Opieki Narodowej (1873). Członek Komisji Przyjaciół Sceny (1871–1872) we Lwowie.
Był żonaty z Teresą z Zychów.

## Odznaczenia
Za organizowanie pomocy materialnej dla Francji po przegranej wojnie z Prusami otrzymał francuską Legię Honorową (1871).